# Nicolas Minorsky
Nicolas Minorsky (ur. 24 września 1885, Коrczewa, obwód twerski, Rosja, zm. 31 lipca 1970 we Włoszech) – inżynier amerykański pochodzenia rosyjskiego.

## Życiorys
Kształcił się w Szkole Morskiej w Petersburgu. W 1908 roku wyjechał do Francji by studiować na wydziale inżynierii elektrycznej uniwersytetu w Nancy skąd powrócił do Sankt Petersburga i pracował w Carskiej Szkole Technicznej do czasu uzyskania doktoratu z zakresu nauk stosownych w 1914 roku. W latach 1914–1917 służył w marynarce wojennej Rosji (wykonał wówczas prace badawcze związane z pomiarem wrażliwości wzrokowej przy wyczuwaniu prędkości kątowej, wykorzystując wynaleziony przez siebie żyroskopowy wskaźnik prędkości obrotowej). Pełnił też w tym okresie funkcję attaché marynarki w rosyjskiej ambasadzie w Paryżu. W czerwcu w 1918 roku wyemigrował do Stanów Zjednoczonych.
Przez pierwsze 4 lata pobytu w Stanach Zjednoczonych pracował jako asystent C.P. Steinmetza w firmie General Electric Company w Schenectady w stanie Nowy Jork pracując prawdopodobnie nad problemami sterowania statkami. W latach 1922–1923 prowadził prace zlecone przez biuro konstrukcyjne Marynarki Wojennej Stanów Zjednoczonych na USS New Mexico, której efektem była matematyczna analiza sterowania statkiem z wykorzystaniem regulacji PID. Dziś analiza ta uznawana jest za równie pionierską i fundamentalną dla teorii sterowania co prace np. Jamesa Clerka Maxwella, Edwarda Johna Routha czy Adolfa Hurwitza. Jego dokonania były szerzej nieznane do 1937 roku kiedy to ukazała się seria jego artykułów w czasopiśmie The Engineer.
W latach 1924–1934 Nicolas Minorsky był profesorem elektroniki i fizyki stosowanej na University of Pennsylvania, następnie pracował dla laboratoriów badawczych marynarki amerykańskiej głównie nad problemami stabilizacji statków. Od 1946 roku pracował na wydziale inżynierii mechanicznej na Stanford University, gdzie kontynuował poprzednie prace i zajmował się również mechaniką nieliniową, do czasu przejścia na emeryturę w 1950 roku, kiedy to zdecydował się przeprowadzić do południowej Francji i zamieszkał u podnóża Pirenejów. Pozostawał jednak aktywny współpracując z biurem badawczym marynarki amerykańskiej. Choć śledził na bieżąco prace rosyjskich naukowców to nie był już wówczas świadom postępów jakie dokonano w Stanach Zjednoczonych. Ostatnią pracę opublikował w 1968 roku na dwa lata przed swoją śmiercią.

## Tłumaczenia prac na język polski
- Drgania nieliniowe, tł. Ryszard B. Hetnarski, Zenon Mróz, Państwowe Wydawnictwo Naukowe, Warszawa 1967, s. 670 (Nonlinear oscillations)